# 魔法の絵の具
「魔法の絵の具」（まほうのえのぐ）は、1995年10月 - 11月に、NHKの音楽番組『みんなのうた』にて放送された楽曲。作詞・作曲・歌：河島英五。編曲：スロートレイン。

## 概要
もし「魔法の絵の具」があれば、魚に翼を生やして飛ばしたり、鳥を海で泳がせたり、自らも空を飛んで一緒に遊べると歌っている。元々1番の歌詞は人種差別を風刺した内容だったが、『みんなのうた』で放送するのに相応しくないと判断したため、白人を「白鳥」・黒人を「カラス」に例えた。映像は常連の西内としおのアニメーション。
編曲のスロートレインとは、河島のバックバンドのことである。サビでは河島の実娘である河島あみるもバックコーラスに参加しており、CDでは「河島英五、AMIRU」と表記されている。
1995年11月1日にSony Recordsから8cmCDで発売された。規格品番：SRDL-4118。
歌の河島は初の『みんなのうた』出演だったが、この6年後の2001年4月16日に急逝、本曲が生前最後の出演となった。同年10月に逝去後初の再放送が行われた。それから2年後の2003年に同番組で放送された楽曲『心の海』は河島の遺書を元に作成された。